# 跨性別男性

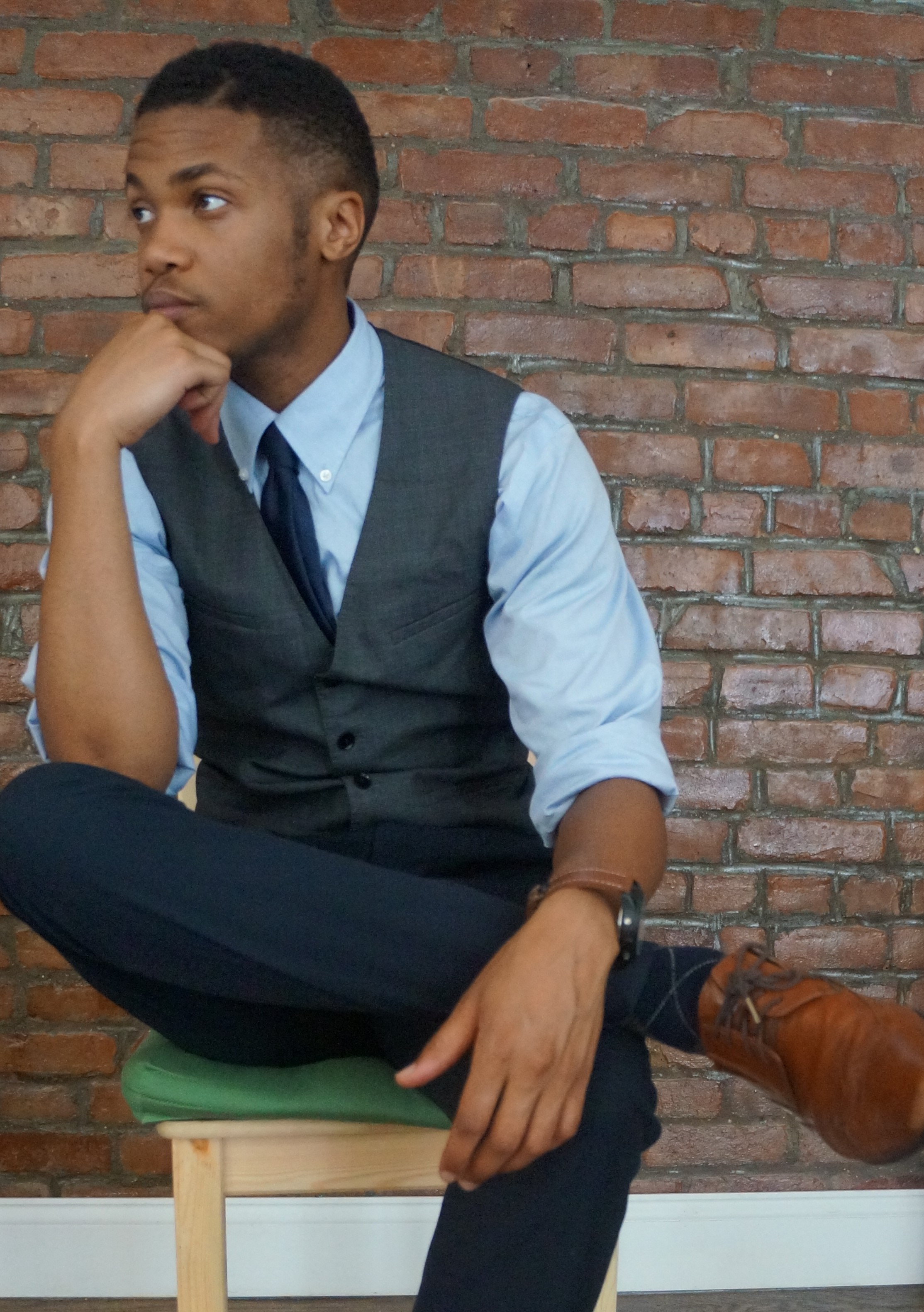
凯·阿卢姆斯，美国国家大学体育学会（NCAA）第一级别中第一个公开出柜为跨性别者的运动员。

跨性别男性（英语：trans man或transgender man），或跨性别男人、跨性男、跨男、跨仔，女跨男（英语：FTM或F2M）是出生时指定性别为女性的男性。跨性别男性的性别认同为男性，且其中许多人会选择通过手术手段或激素治疗之一来改变他们的外表以符合他们的性别认同或减轻性别不安；还有许多人选择接受手术和激素治疗。
虽然文献表明大多数跨性别男性是异性恋（即被女性所吸引），跨性别男性和顺性别男性一样，可以有任何性取向或性认同。一些跨性别男性可能会认为传统性取向标签对他们不适合或不适用；这种情况下，他们可能会选择使用酷儿这类标签。他们可能会用“兄弟”来称呼同类。

## 术语

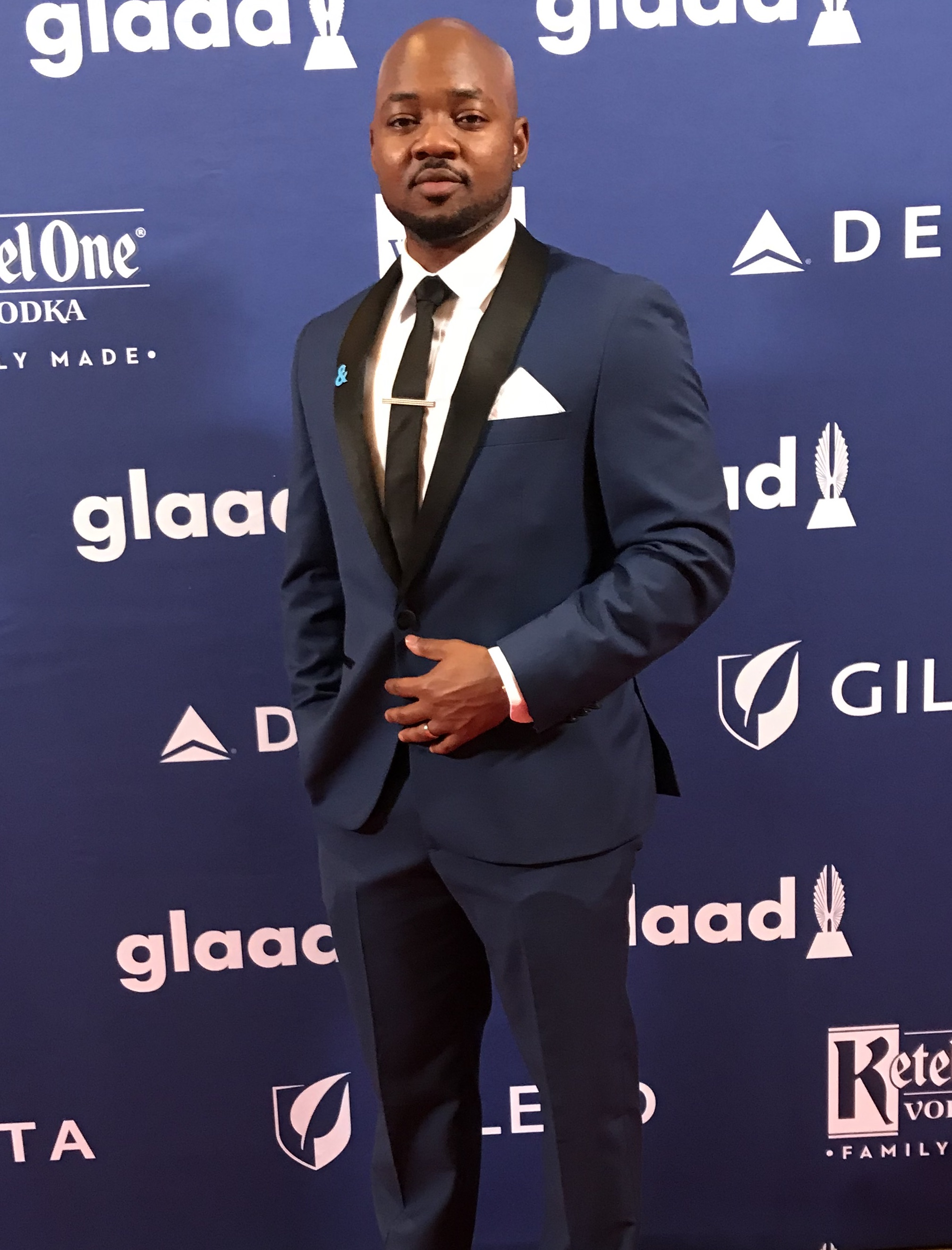
布莱恩·迈克尔·史密斯，演员。

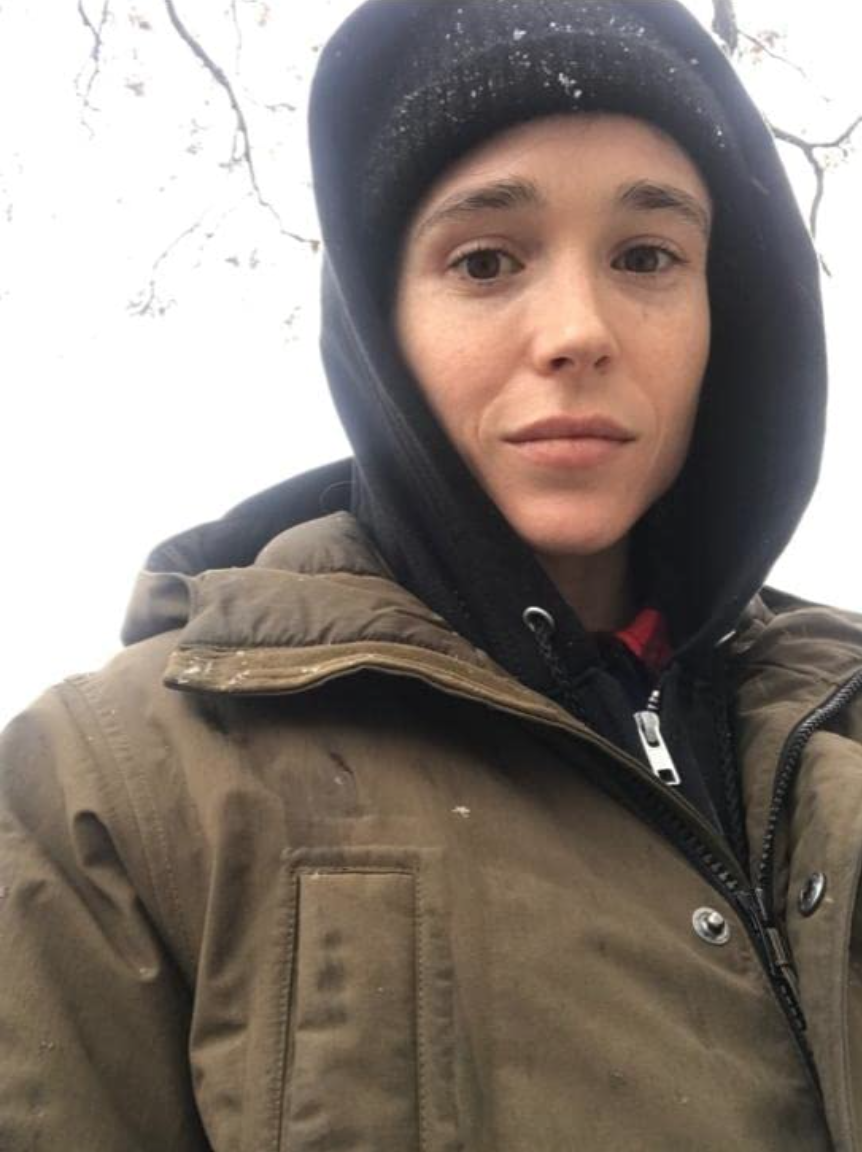
艾略特·佩吉，加拿大演员、制片人。

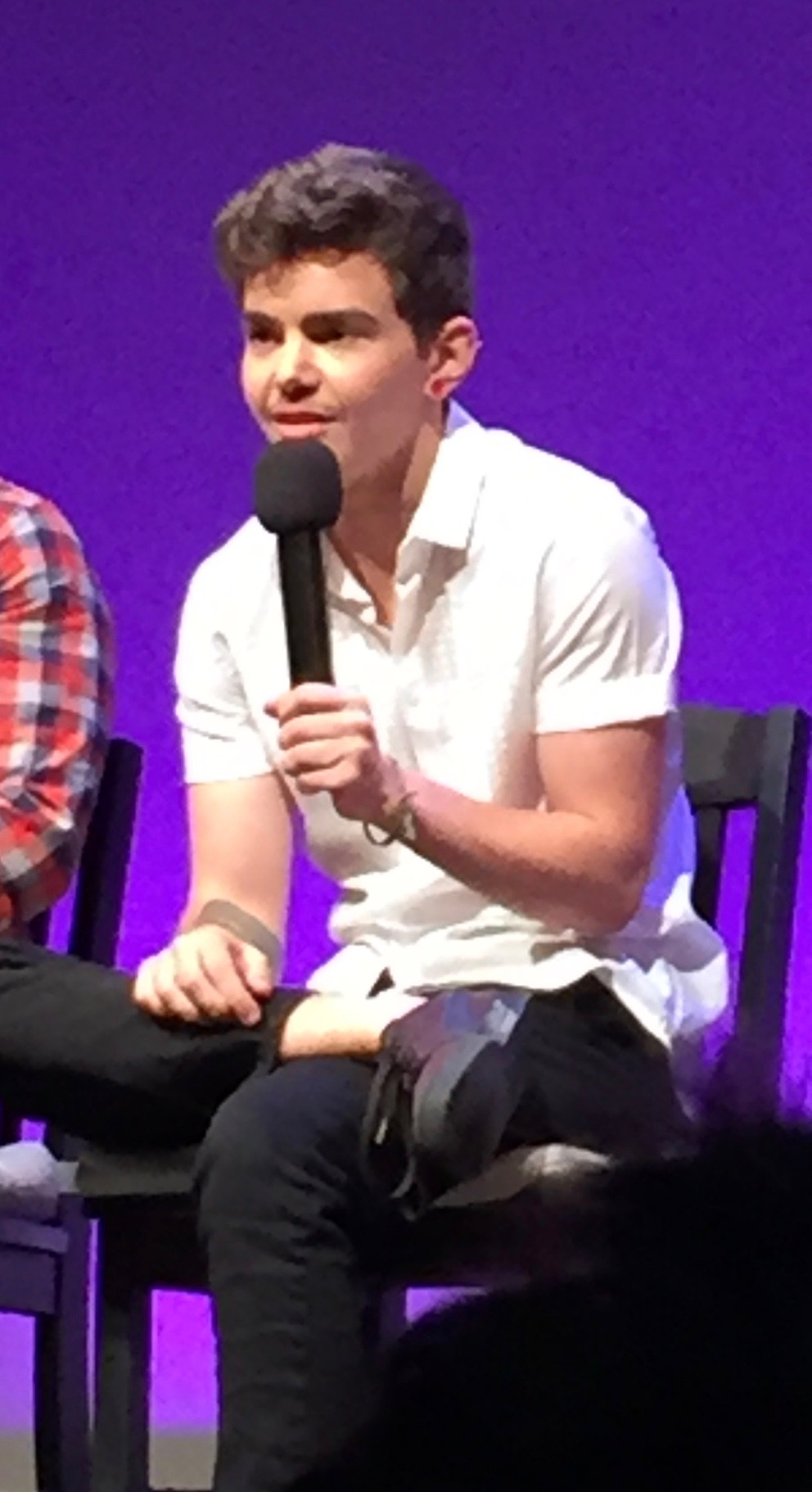
艾略特·弗莱彻,，美国演员。

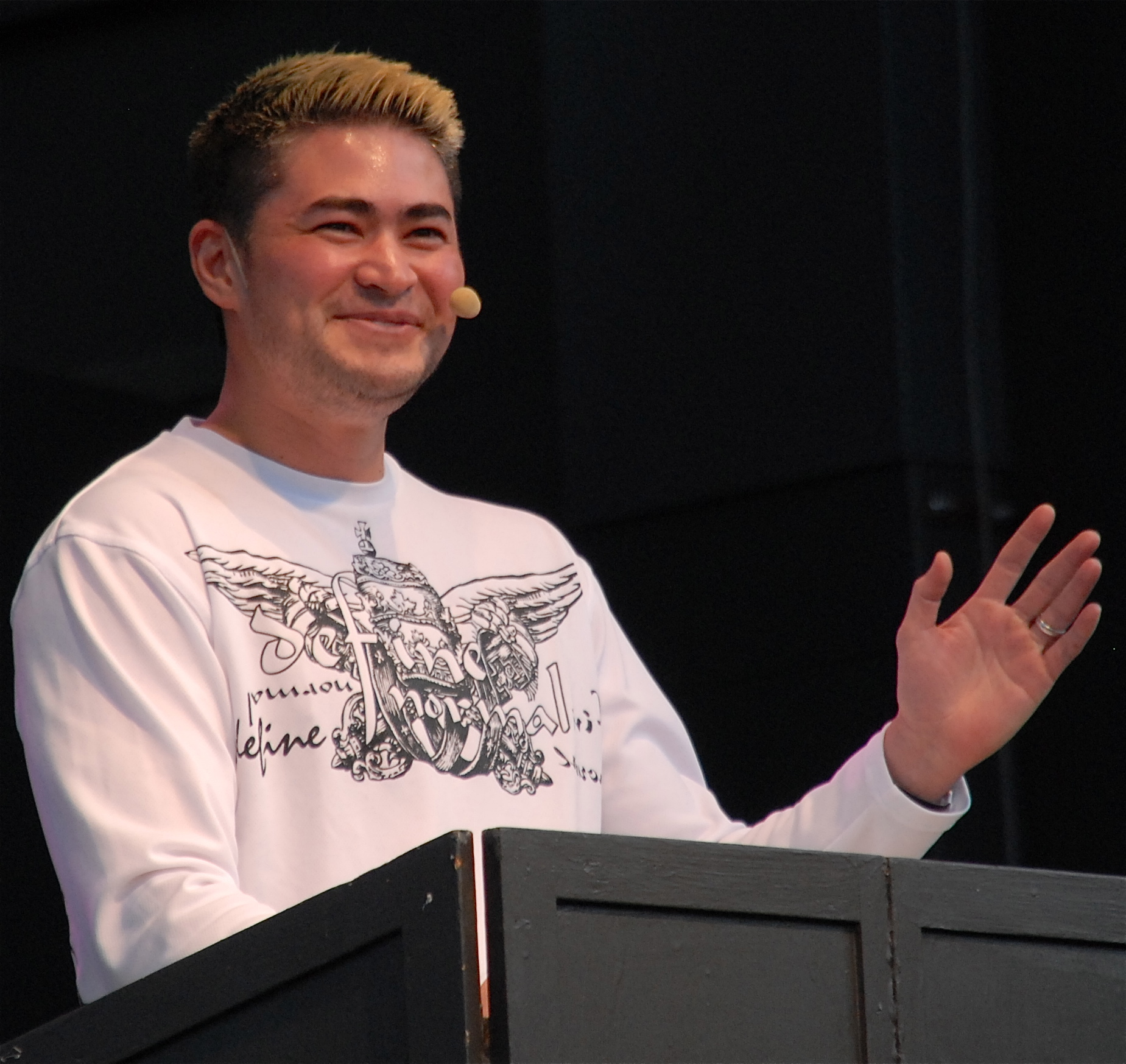
托马斯·比蒂，美国公开演讲者、作家、跨性别生育权倡导者。

“跨性别”是一个伞状术语，指任何性别认同和指定性别不符的人。进行性别转换的跨性别男性常被称为女跨男（英语：FTM或F2M）。
“变性人”（英语：transsexual）一词源自医学和心理学，通常被视作“跨性别者”的子集。这两个词并非总是可以互换使用。“变性人”一词通常指在那些在医学上被诊断有性别不安或性别不一致，并且希望通过性别肯定治疗永久性地性别转换至相反的生殖性别的人。许多跨性别者更喜欢“跨性别”一词（英语：transgender或trans），认为该词相对来说更具包容性且较少被污名化。不过，也有一些如巴克·安杰尔这样的跨性别者拒绝使用“跨性别”一词。GLAAD媒体参考指南建议，除非当事人认同使用“变性人”一词，其他情况下都应该避免用这一个词语称呼别人。
相较“跨性别男性”一词，男性倾向跨性别者（英语：transmasculine）涵盖范围更为广泛。该词囊括了所有性别认同或性别表现偏向于男性的跨性别者，还包括那些出生时指定性别为女性且性别认同偏男性但非完全是男性的非二元性别者。

## 性别转换

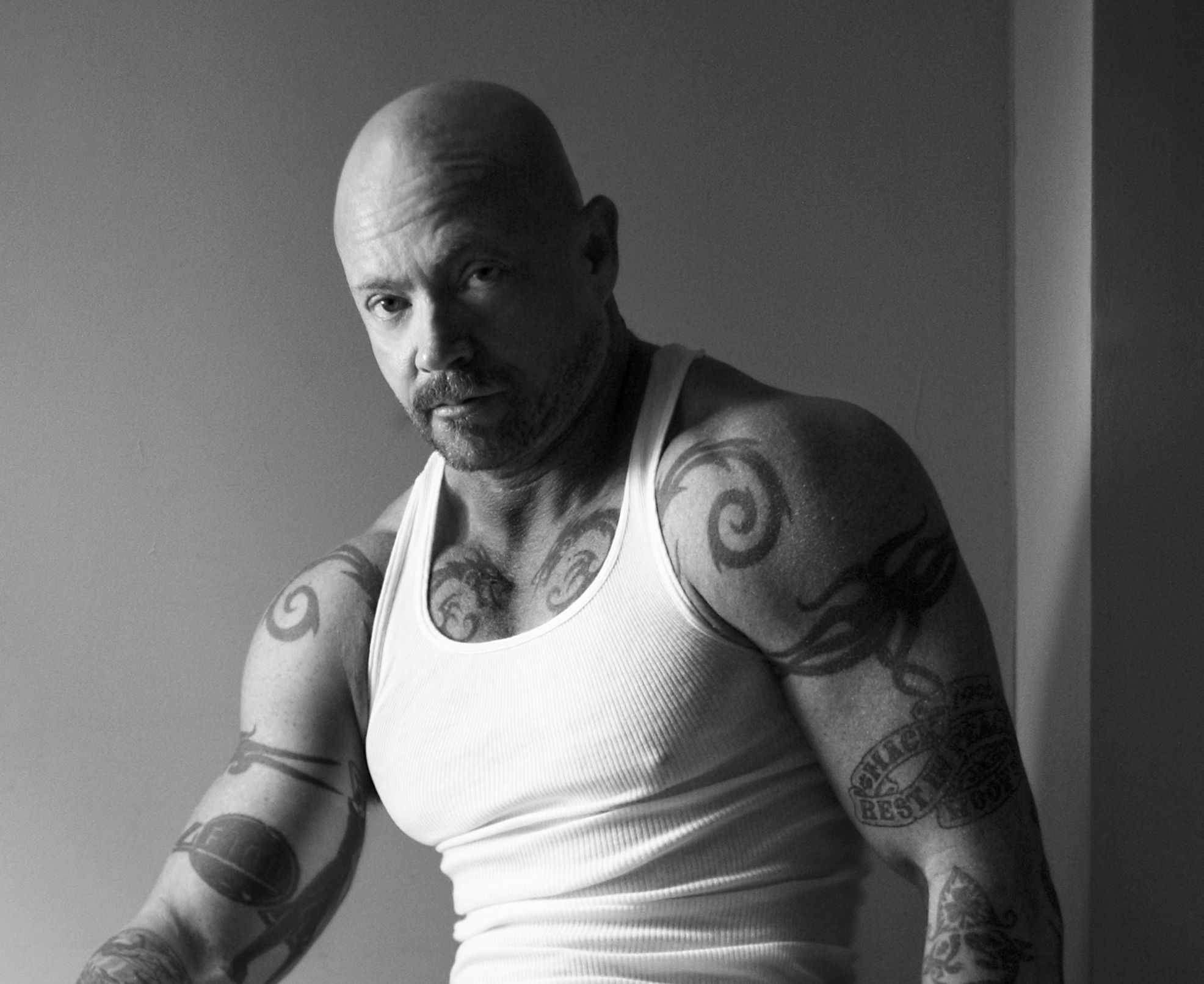
巴克·天使，美国色情片演员、制片人、性教育者。

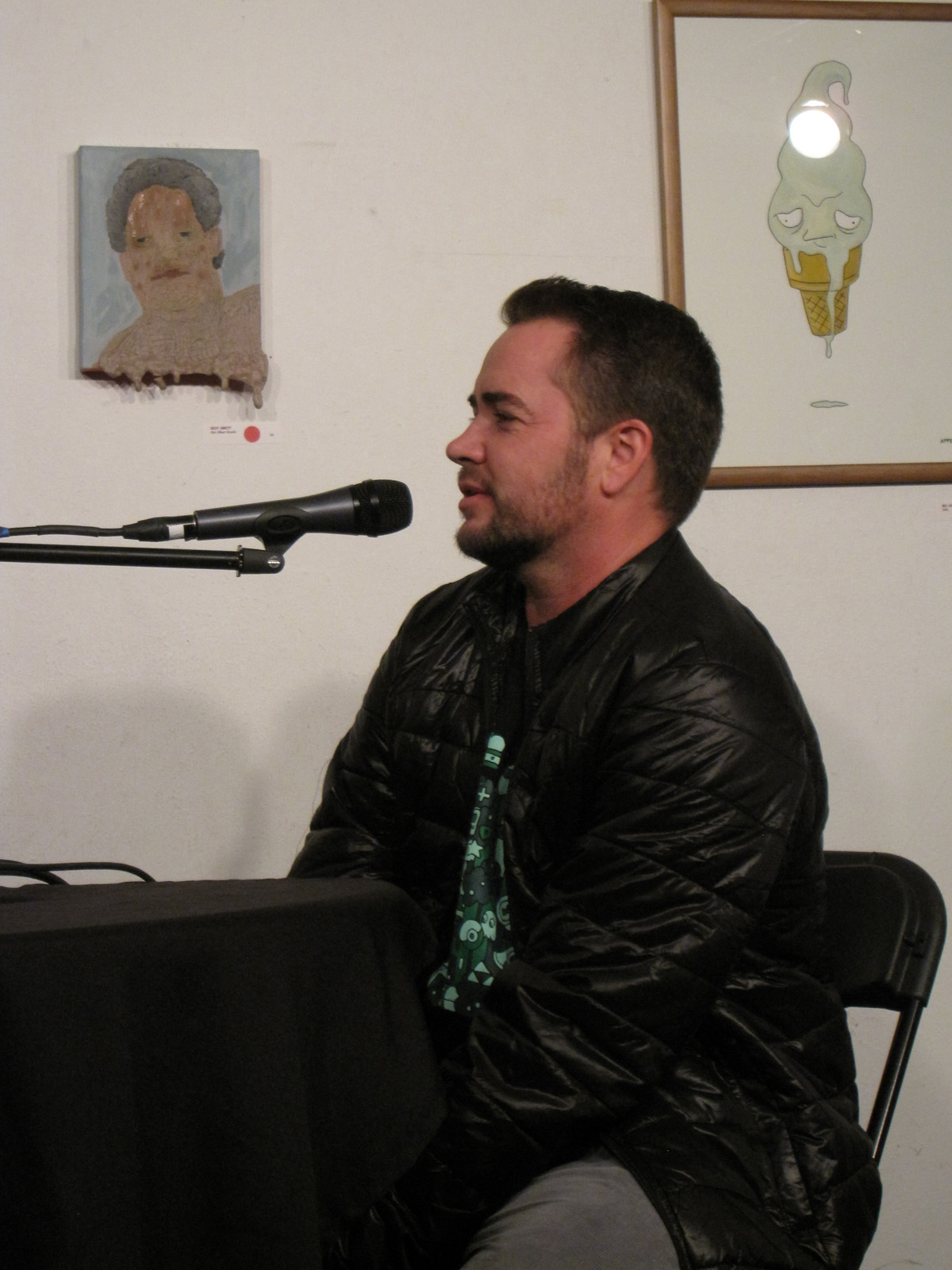
伊恩·哈维，美国单口喜剧演员。

跨性别男性可能会通过例如性别肯定激素治疗（HRT或GAHT）或性別肯定手術（SRS）等医疗手段来改变自己的身体，使其符合自己的性别认同或减轻性别不安。然而，许多跨性别男性没有足够的经济能力支持以接受手术或激素治疗；另外也有许多跨性别男性选择不接受手术或激素治疗。
许多未接受乳房切除术的跨性别男性选择束胸。束胸可以通过运动内衣或专门制造的束胸内衣（分背心式和束胸带）来完成。跨性别文化中常将束胸工具描绘为绷带或胶带。
一些跨性别男性还会选择“填充”或“包装”（英语：packing），即在裤子或内裤裆部内部穿着衬垫或阴茎状物体，以呈现有阴茎或隆起的外观。不过，并非所有跨性别男性都会选择填充。不论是卷起的袜子还是专门制造的用于填充的假阳具，都可以实现使裆部外观突起的目的。有些专门用于填充的假阳具还可以用于排尿或插入式和其他性行为。
每个人的性别转换可以但不一定包括以下步骤：
- 社会转换，例如在生活中使用自己更喜欢的名字和人称，穿着符合自己性别认同的衣物以及向家人、朋友、工作单位或学校出柜；
- 医疗转换，譬如接受性别肯定激素治疗（又称HRT或GAHT）以及/或者性別肯定手術（SRS）[15]；
- 法律转换，例如在身份文件上更改法律姓名和性别标记[16][17]。

还未接受激素治疗或手术的跨性别男性可能难以被社会接纳为男性。一些跨性别男性可能选择在某些社交场合（如工作单位）作为女性出现。医疗性别转换后，跨性别男性通常“全职”以男性身份生活。不过，也有些男性倾向跨性别者会选择怀孕、生育孩子并哺乳。

## 频率、认同以及人际关系
美国跨性别男性占总人口的比例尚不清楚，但估计范围在1:2,000到1:100,000之间。美国人口普查局 2015 年的一项研究表明，人口普查记录中大约有 58,000 个姓名更改与女性到男性的转变一致，尽管其中只有 7,500 个也改变了性别编码。
卡拉·德瓦尼（Kara Devaney）的一项题目为《跨性别研究文献综述》的研究指出，“跨性别”一词包含了无数个不同且独特的，不遵循“常态”性别规则的身份。波特兰州立大学女性、性别与性取向研究副教授米里安姆·J·阿贝尔森（Miriam J. Abelson）写道：“毫无疑问，跨性别男性的经历就是男性的经历，且使我们得以更加深入地理解男性、男性气质和性别不平等。”
和顺性别男性一样，跨性别男性同样可以有包括异性恋、同性恋、双性恋、酷儿等各种性取向或性向认同。一些跨性别男性认为传统的性取向标签并不适合他们。学术文献普遍表明，比起跨性别女性，跨性别男性被同性所吸引的情况要少见不少；也就是说，比起跨性别女性被女性所吸引，跨性别男性更少被同性所吸引。换句话说，绝大多数跨性别男性是异性恋。不过，美国国家跨性别平等中心2015年的调查则显示，跨性别男性的性取向或性向认同中存在着更大的方差。在该调查中，23%的受访者认为自己是异性恋，而认同自己为酷儿（24%）、泛性恋（17%）、双性恋（12%）或同性恋（12%）的则占了受访者中的大部分（65%）。
一些跨性别男性的伴侣是异性恋女性，而另一些跨性别男性的伴侣则是酷儿认同的女性；后者可能相对更少在乎亲密伴侣的性别和性器官。由于女同性恋群体对于非常规性别的普遍接受，跨性别男性多和这一群体有过往来，或是觉得自己对这一群体的认同感更强。一些跨性别男性在意识到自己其实是跨性别者前曾自认为是女同性恋（通常为俚语中的“铁T”或“攻”）。
跨性别男性相对更难融入顺性别同性恋男性的群体。这一群体往往更注重身体外表，阳具中心主义也往往更加强烈。耶茨哈克等指出，跨性别同性恋男性因此更常与同是跨性别者的彼此组成伴侣关系，而跨性别男性和顺性别男性的伴侣关系则相对更少见些。不过也有些情况下，女性更可能对跨性别男性改变自己身体的动机发出质询。
一些学者认为不应默认跨性别男性大多是异性恋且曾认同为女同性恋。丹·欧文（Dan Irving）和鲁珀特·拉吉（Rupert Raj）的《加拿大跨性别权益运动》（英文：Trans Activism in Canada）一书中，一些研究者指出：“至今为之，将性别认同和性取向混为一谈的人仍普遍持有跨性别男性多为异性恋的错误印象。人们仍然常常默认跨性别男性仅仅被女性所吸引，且在性别转换前曾有过女同性恋的历史。”“来自Trans Pulse项目的最新数据（Bauer, Redman, Bradley, & Scheim, 2013）对这一假设提出了质疑；该数据显示安大略省63%的女跨男光谱上的跨性别者报告了非异性恋身份并且/或者在过去的一年中与跨性别或非跨性别男性发生过性关系。”

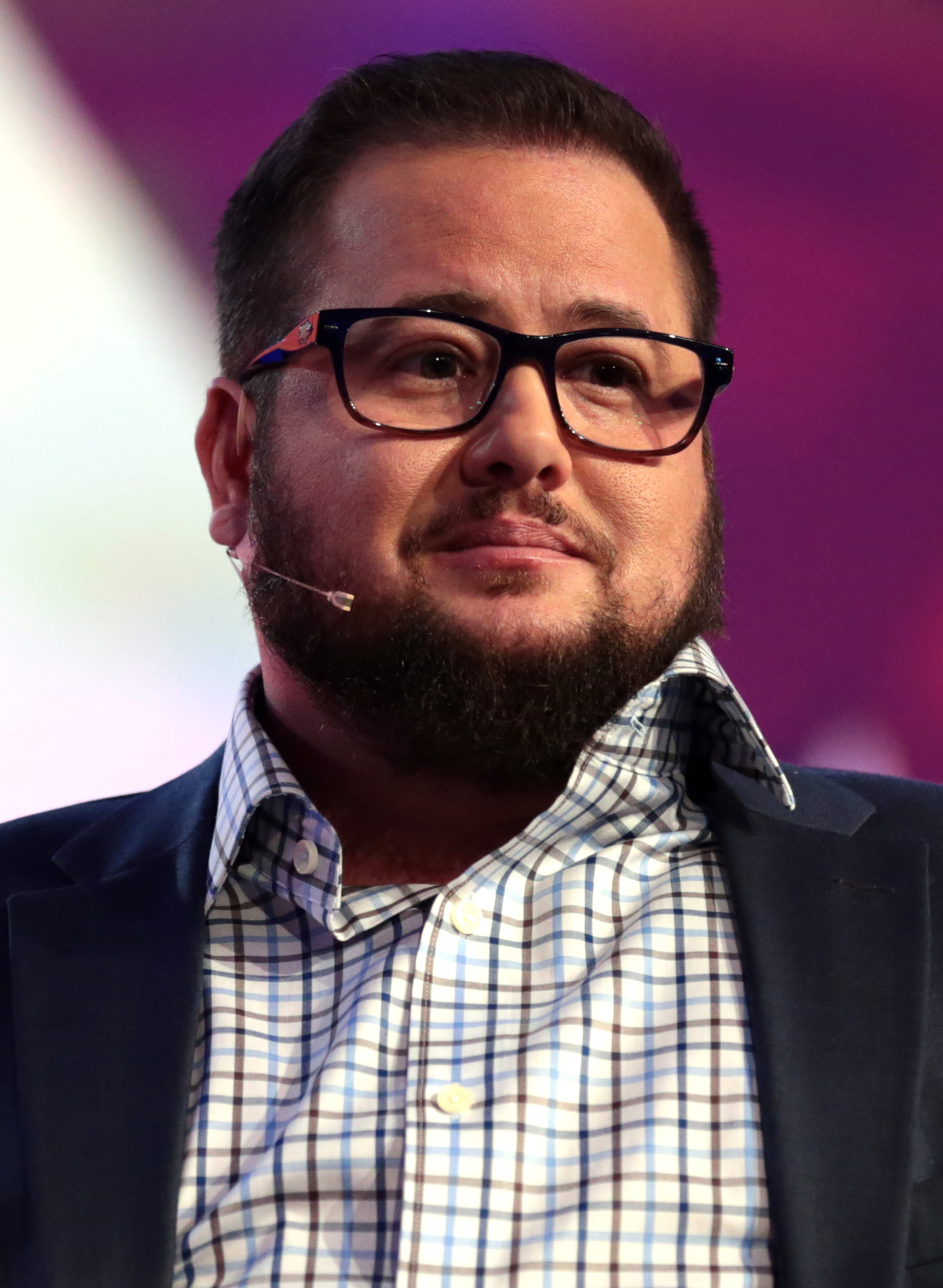
查兹·波诺，音乐人、作家、演员，其母亲和父亲分别为雪儿以及桑尼·波诺。

## 健康
跨性别男性和男性倾向跨性别者在接受医疗时常常要面临困难和歧视；这既包括了针对指派女性患者的偏见，也包括针对跨性别人士的偏见。2015年美国跨性别调查中，8037名跨性别男性受访者中，42%的人报告称他们与医疗服务提供者之间有过负面的经历。目前缺乏关于如何为正经历医疗性别转换的跨性别男性提供适当的医疗服务的研究，尤其是目前医生难以为已接受乳房切除术的人士诊断乳腺癌。跨性别男性和他人之间的艾滋病毒感染也仍在增加。
一些跨性别男性会经历月经，或者选择怀孕:1 。这取决于他们在激素和手术方面做出的选择。澳大利亚国民保健的调查显示，2016年和2017年分别有75和40名男性认同人士生下了孩子。

## 体育中的跨性别男性
尽管近年来各地出现了许多针对跨性别儿童和成人参加运动的限制，还是有不少跨性别青少年男性和成年男性得以参加高中、大学、职业水平等各个等级的体育赛事。早期能参加国际赛事的跨性别男性通常是在女子组别参赛，日后才公开出柜为跨性别男性。知名的早期例子有在1934年世界女子田径比赛获得奖牌的捷克国家冠军兹德内克·科贝克；在1934年成为非官方女子世界冠军的比利时自行车手威利·德布鲁因；在1946年奥斯陆欧洲锦标赛的100米短跑比赛中获得第三名的法国短跑运动员皮埃尔·布雷索尔。更近的例子包括德国前女子铅球运动员，曾代表东德的柏林迪纳摩体育俱乐部参赛的安得利斯·克里格（生于1965年）和参加了2000年夏季奥运会的墨西哥跆拳道选手里卡多·德尔·雷阿尔。
更近期的例子还有克里斯·莫西尔：他是美国双项全能国家队中的双项和三项全能比赛选手，并成功挑战了国际奥委会过去要求跨性别运动员必须接受手术才能参赛的政策。莫西尔的努力促成了国际奥委会和世界锦标赛中新的关于跨性别者参赛规则的制订和实施。他被认为是2016年这一政策变革的推动者。另一个例子是日本奥运会击剑队前成员杉山文野；他现在是一名跨性别权益倡导者并致力于推动跨性别运动员在日本体育界中的参与和认可。
跨性别男性田径运动员有德国退役撑杆跳运动员巴利安·布施鲍姆以及美国国家大学体育协会（NCAA）运动员基林·戈德西（链球运动员）。个人运动项目的竞技运动员有美国职业拳击手帕特里西奥·曼努埃尔、日本职业拳击手橋本浩（2013-2014年世界拳击理事会女子蝇量级拳王）、NCAA游泳运动员斯凯勒·拜拉尔和2017年美国德克萨斯州高中女子摔跤冠军马克·贝格斯。
较知名的跨性别男子篮球运动员有：乌干达篮球运动员杰伊·穆鲁查，LGBTQI活动家以及乌干达篮球联盟（FUBA）魔法风暴队（Magic Stormers）的运动员；美国篮球运动员凯·阿勒姆斯，NCAA第一级别中第一名公开跨性别身份的运动员。哈里森·布朗是美国职业冰球界中第一名公开跨性别身份的运动员；他于2016年公开出柜，并于2018年退役后开始医学性别转换。横山久美是一名日本跨性别男子足球运动员；他曾担任冈山汤乡恋人队和日本女子国家队的前锋。昆斯·蒙特恩（Quince Mountain）于2020年成为第一位在艾迪塔罗德狗拉雪橇比赛中参赛的跨性别选手。
- 哈里森·布朗（英语：Harrison Browne），加拿大冰球运动员
- 兹德内克·科贝克（英语：Zdeněk Koubek），捷克共和国田径冠军（1936年）
- 帕特里西奥·曼努埃尔（英语：Patricio Manuel），美国职业拳击手
- 杰伊·穆鲁查（英语：Jay Mulucha）乌干达篮球运动员
- 维托尔德·斯梅泰克（英语：Witold Smętek），波兰田径运动员（图中白色衣服）（1934年）
- 横山久美，日本职业足球运动员

## 歧视
跨性别男性可能会因其跨性别男性身份而面临包括性暴力在内的歧视。